# Vida Guerra
Vida Guerra (Havana (Cuba), 19 maart 1974) is een Amerikaans model, zangeres, actrice en tv-presentatrice.
Als kind vluchtte ze met haar ouders voor het regime van Fidel Castro in Cuba naar Perth Amboy, New Jersey in de V.S. Tegenwoordig woont zij in Los Angeles, Californië.

## Carrière
Guerra was werkzaam als tussenpersoon voor persoonlijke leningen toen zij uitgedaagd werd door haar toenmalige vriend om te poseren voor het mannenblad FHM aldus een interview voor tv-zender E!. Het desbetreffende nummer was een doorslaand succes. Twee jaar later werd zij door hetzelfde magazine uitgeroepen tot FHM Model of The Year. Een jaar later bereikte ze een 26ste plaats op de top 100 van meest sexy vrouwen, een uitverkiezing van hetzelfde blad. Het blad riep haar tevens twee maal uit tot winnaar van de 'Best Butt Award.' Daarnaast was ze nummer 64 in de top 99 van meeste begeerde vrouwen volgens AskMen.com. In 2006 poseerde ze naakt voor Playboy. In 2009 poseerde ze onder meer voor Black Men Magazine.
Volgens de Internet Movie Database is acteren haar grootste ambitie. Guerra had meerdere malen (kleinere) rollen als actrice, een van de meeste bekende was in de comedy Dorm Daze 2 (2006)
Verder trad Guerra op als danseres in de video voor P. Diddy (echte naam Sean Combs) e.a. 'Shake Ya Tailfeather'. Verder trad ze op in de Chappelle Show op de tv-zender Comedy Central, Cold Pizza op sportzender ESPN2 en de korte film Writer's Block. Ook presenteert ze het tv-programma Living The Low Life, een tv-show voor liefhebbers van lowriders.
Sinds enkele jaren beheert Guerra een eigen website, vidasworld.com. Hierop wordt onder meer merchandise van het model zoals, T-shirts, foto's en dergelijke aangeboden. Ook wordt er ieder jaar een kalender uitgegeven met foto's van het model.

## Privé
Guerra zegt zelf single te zijn al is ze meerdere malen in verband gebracht met bekende persoonlijkheden, zoals de tight end van footballteam de New York Giants, Jeremy Shockey. Daarnaast beweert rapper The Game het bed met haar te hebben gedeeld, iets wat ze zelf ontkent.